# Ratolí espinós
El ratolí espinós (Acomys cahirinus) és un petit rosegador miomorf de la família Muridae, que té la particularitat que el seu curt pèl és punxant.

## Característiques
Tenen un cos d'entre 9,4 i 12,8 cm, amb una cua que oscil·la entre els 9 i 12 cm. La seva característica més excel·lent és que tenen pèls espinosos de color negre en el llom que poden alçar a voluntat, i a les quals alguns atribueixen funcions defensives enfront dels depredadors. Tenen una cua llarga i desproveïda de pèl, a més d'extremadament fràgil. El cos és relativament massís, i els seus «peus» posteriors són curts en comparació amb altres rosegadors. Els seus llargs bigotis indiquen l'adaptació d'aquesta espècie a la vida nocturna i crepuscular. El color originari d'aquesta espècie és sorra o marró per a la subespècie A. cahirinus cahirinus i més grisenc en el cas de A. cahirinus dimmidiatus. El pes d'un exemplar adult se situa entre 40 i 90 g.